# Leptinopterus erythrocnemus
Leptinopterus erythrocnemus es una especie de coleóptero de la familia Lucanidae.

## Distribución geográfica
Habita en Argentina y Brasil.